# Kazimierz Świeżyński
Kazimierz Świeżyński herbu Półkozic – sędzia ziemski i ziemiański piński w 1792 roku, sędzia ziemski piński w latach 1778-1793, podstarości piński w latach 1777-1778, koniuszy piński w latach 1772-1778.
Poseł na sejm 1778 roku z powiatu pińskiego.